# Deltagande förband i slaget om Monte Cassino
Deltagande förband i slaget om Monte Cassino är en lista över de militära enheter som deltog i Slaget om Monte Cassino 1944. På den allierade sidan deltog förband från USA, Storbritannien, Nya Zeeland, Indien, Polen och Fria Frankrike mot förband från Tyskland. Slagordningen följer i huvudsak denna mall:
- Armékår
  - Division
    - Regemente eller Brigad

## Slagordning - första och andra slaget om Monte Cassino, 17-25 januari och 15-18 februari

### Allierad slagordning
Amerikanska 5. armén under ledning av general Mark Clark disponerade följande enheter för slaget:
- Amerikanska andra kåren – general Keyes
  - 34. infanteridivisionen – general Ryder
    - 133. regementet
    - 135. regementet
    - 168. regementet

  - 36. infanteridivisionen – general Walker
    - 141. regementet
    - 142. regementet
    - 143. regementet

- Brittiska tionde kåren – general McCreery
  - 5. infanteridivisionen
    - 13. brigaden
      - 2 Cameron Highlanders
      - 2 Inniskilling Fusiliers
      - 2 Wiltshires

    - 15. brigaden
      - 1 Green Howards
      - 1 King’s Own Yorkshire Light Infantry
      - 1 Yorks and Lancs

    - 17. brigaden
      - 2 Royal Scots Fusiliers
      - 2 Northants
      - 6 Seaforth Highlanders

  - 46. infanteridivisionen
    - 128. brigaden
      - 2 Hampshires
      - 1/4 Hampshires
      - 5 Hampshires

    - 138. brigaden
      - 6 Lincolns
      - 2/4 King’s Own Yorkshire Light Infantry
      - 6 Yorks and Lancs

    - 139. brigaden
      - 2/5 Leicesters
      - 5 Sherwood Foresters
      - 16 Durham Light Infantry

  - 56. (London) infanteridivisionen – General Templer
    - 167. brigaden
      - 8 Royal Fusiliers
      - 9 Royal Fusiliers
      - 7 Oxford and Buckinghamshire Light Infantry

    - 168. brigaden
      - 1 London Scottish
      - 1 London Irish
      - 10 Royal Bershires

    - 169. brigaden
      - 2/5 Queen’s
      - 2/6 Queen’s
      - 2/7 Queen’s

    - 201. gardesbrigaden
      - 6 Grenadier Guards
      - 3 Coldstream Guards
      - 2 Scots Guards

- Franska expeditionskåren – General Alphonse Juin
  - Marockanska 2. infanteridivisionen – General Dody
    - 4 RTM (Régiment de Tirailleurs Marocains)
    - 5 RTM
    - 8 RTM

  - Algeriska 3. infanteridivisionen – General de Monsabert
    - 3 RTA (Régiment de Tirailleurs Algériens)
    - 8 RTA
    - 4 RTT (Régiment de Tirailleurs Tunisiens)

### Tysk slagordning
- XIV Pansarkåren
  - 3. pansargrenadjärdivisionen - General Fritz-Hubert Gräser
    - 8. pansargrenadjärregementet
    - 29. pansargrenadjärregementet
    - 3. artilleriregementet
    - 103. Panzer Abteilung

  - 5. bergsdivisionen – Generallöjtnant Max Schranck
    - 85. bergsjägarregementet
    - 100. bergsjägarregementet
    - 95. bergsartilleriregementet

  - 15. pansargrenadjärdivisionen – Generallöjtnant Rudolf Sperl
    - 115. pansargrenadjärregementet
    - 104. pansargrenadjärregementet
    - 33. artilleriregementet
    - 115. Panzer Abteilung

  - 29. pansargrenadjärdivisionen - General Walter Fries
    - 15. pansargrenadjärregementet
    - 71. pansargrenadjärregementet
    - 29. artilleriregementet
    - 129. Panzer Abteilung

  - 44 infanteridivisionen, Reichsgrenadier-Division Hoch- und Deutschmeister – Generallöjtnant Fritz Franek
    - 131. grenadjärregementet
    - 132. grenadjärregementet
    - 96. artilleriregementet

  - 71. infanteridivisionen -  Generallöjtnant Wilhelm Raapke
    - 191. infanteriregementet
    - 194. infanteriregementet
    - 211. infanteriregementet
    - 171. artilleriregementet

  - 90. pansargrenadjärdivisionen – Generallöjtnant Ernst-Günther Baade
    - 155. pansargrenadjärregementet
    - 200. pansargrenadjärregementet
    - 361. pansargrenadjärregementet
    - 190. artilleriregementet
    - 5. Luftwaffe Flak Regiment
    - 190. Panzer Abteilung

  - 94. infanteridivisionen – Generallöjtnant Bernhard Steinmetz
    - 267. infanteriregementet
    - 274. infanteriregementet
    - 276. infanteriregementet
    - 194. artilleriregementet

## Slagordning – tredje slaget om Monte Cassino, 15-25 mars

### Allierad slagordning
- Nyzeeländska II kåren tillhörig Amerikanska 5. armén – General Bernard Freyberg
  - 2. (Nyzeeländska) divisionen – General Parkinson
    - 4th Armoured Brigade
      - 18. Armoured Regiment (Auckland)
      - 19. Bataljonen (Wellington)
      - 20. Bataljonen (South Island)
      - 22. Motoriserade bataljonen

    - 5th brigaden
      - 21. bataljonen (Auckland)
      - 23. bataljonen (South Island)
      - 28. bataljonen (Maori)

    - 6. brigaden
      - 24. bataljonen (Auckland)
      - 25. bataljonen (Wellington)
      - 26. bataljonen (South Island)

  - 4. (Indiska) divisionen
    - 5. brigaden
      - 1/4 Essex
      - 1/6 Rajputana Rifles
      - 1/9 Gurkha Rifles

    - 7. brigaden
      - 1 Royal Sussex
      - 4/16 Punjab
      - 1/2 Gurkha Rifles

    - 11. brigaden
      - 2 Cameron Highlanders
      - 4/6 Rajputana Rifles
      - 2/7 Gurkha Rifles

  - 78. infanteridivisionen (insatt i striderna  17 februari)
    - 11. brigaden
      - 2 Lancashire Fusiliers
      - 1 Surrey
      - 5 Northants

    - 36. brigaden
      - 6 Royal West Kents
      - 5 Buffs
      - 8 Argyll and Sutherland Highlanders

    - 38. brigaden
      - 2 London Irish
      - 1 Royal Irish Fusiliers
      - 6 Inniskilling Fusiliers

### Tysk slagordning
- 1. fallskärmsjägardivisionen – General Richard Heidrich
  - Divisionshögkvarter
    - 1. Fallschirmjäger Aufklärung Kompanie – Kapten Graf
    - 1. Fallschirmjäger Artillerie Regiment – Major Schramm (7.5cm kanoner samt 10cm kanoner)
      - I Fallschirmjäger Pioniere Abteilung – Kapten Fromming
      - I Fallschirmjäger Panzerjäger Kompanie – Major Bruckner (7.5cm pansarvärnskanoner)
      - I Fallschirmjäger Maschinengewehre-Abteilung – Major Schmidt
      - Fallschirmjäger Feldhospital – Överste Dr. Elben

  - 1. fallskärmsjägarregementet
    - (utgörs även av en stabs- och rekognoseringsavdelning, pionjärpluton, cykelpluton samt 13. Kompanie (granatkastare) och 14. Kompanie (kulspruta))
    - 1. Abteilung - Major Werner Graf von der Schulenburg
    - 2. Abteilung – Major Groschke
    - 3. Abteilung – Major Becker

  - 3. fallskärmsjägarregementet – Överste Heilmann
    - (utgörs även av en stabs- och rekognoseringsavdelning, pionjärpluton, en cykelpluton samt ett granatkastarkompani och ett kulsprutekompani)
    - 1. Abteilung - Major Bohmler
    - 2. Abteilung – Major Foltin
    - 3. Abteilung – Major Kratzert

  - 4. fallskärmsjägarregementet – Major Grassmehl
    - (utgörs även av en stabs- och rekognoseringsavdelning, pionjärpluton, cykelpluton samt ett granatkastarkompani och ett kulsprutekompani)
    - 1. Abteilung - Kapten Beyer
    - 2. Abteilung – Kapten Hubner
    - 3. Abteilung – Kapten Maier

## Slagordning – fjärde slaget om Monte Cassino, 11-19 maj

### Allierad slagordning
- Amerikanska II kåren tillhörig US Fifth Army
  - 85. divisionen
    - 337th Regiment
    - 338th Regiment
    - 339th Regiment

  - 88. divisionen
    - 349th Regiment
    - 350th Regiment
    - 351st Regiment

- Franska expeditionskåren, tillhörig Amerikanska 5. Armén – General Juin
  - Marockanska 2. infanteridivisionen – General Dody
    - 4 RTM (Régiment de Tirailleurs Marocains)
    - 5 RTM
    - 8 RTM

  - Marockanska 4. bergsdivisionen
    - 1. regementet
    - 2. regementet
    - 6. regementet

  - Algeriska 3. infanteridivisionen – General de Monsabert
    - 3 RTA (Régiment de Tirailleurs Algériens)
    - 8 RTA
    - 4 RTT (Régiment de Tirailleurs Tunisiens)

  - 1st Division de Marche (tidigare 1 Division Francais Libre, sedan 1 division d’Infanterie Motorisée)
    - 1. brigaden
    - 2. brigaden
    - 4. brigaden

  - Goumiers
    - 1 Tabour Group
    - 3 Tabour Group
    - 4 Tabour Group

- - Algeriska 3. infanteridivisionen – General de Monsabert
    - 3 RTA (Régiment de Tirailleurs Algériens)
    - 8 RTA
    - 4 RTT (Régiment de Tirailleurs Tunisiens)

- Brittiska XIII kåren tillhörig Brittiska 8. Armén – General Kirkman 
  - 4. infanteridivisionen – General Ward
    - 10. brigaden
      - 2 Bedford and Herts
      - 2 Duke of Cornwall’s Light Infantry
      - 1/6 Surreys

    - 12. brigaden
      - 2 Royal Fusiliers
      - 6 Black Watch
      - 1 Royal West Kents

    - 28. brigaden
      - 2 Somerset Light Infantry
      - 2 King’s
      - 2/4 Hampshires

  - 6th Armoured Division (Storbritannien) – General Evelegh
    - 1st Guards Brigade
      - 3 Greandier Guards
      - 2 Coldstream Guards
      - 3 Welsh Guards

    - 26th Armoured Brigade
      - 16/5 Lancers
      - 17/21 Lancers
      - 2 Lothian and Border Horse

  - 8. (indiska) divisionen – General Russell
    - 17. brigaden
      - 1 Royal Fusiliers
      - 1/12 Frontier Force Rifles
      - 1/5 Gurkha Rifles

    - 19. brigaden
      - 1/5 Essex
      - 3/8 Punjab
      - 6/13 Frontier Force Rifles

    - 21. brigaden
      - 5 Royal West Kents
      - 1/5 Mahratta Light Infantry
      - 3/15 Punjab

- Kanadensiska I kåren tillhörig Brittiska 8. armén
  - 1. kanadensiska infanteridivisionen
    - 1. brigaden
    - 2. brigaden
    - 3. brigaden

  - 5th (Canadian) Armoured Division
    - 11. brigaden
    - 5th Armoured Brigade

- Polska II kåren tillhörig Brittiska 8. armén - general Władysław Anders
  - 3. karpatiska infanteridivisionen
    - Divisionstrupper
      - 3.karpatiska kulsprutebataljonen
      - 12. spaningsregementet
      - 3. karpatiska signalbataljonen
      - 3. karpatiska Engineer Btn.

    - 1. karpatiska skyttebrigaden
      - 1. bataljonen
      - 2. bataljonen
      - 3. bataljonen

    - 2. karpatiska skyttebrigaden
      - 4. bataljonen
      - 5. bataljonen
      - 6. bataljonen

    - Divisionsartilleri
      - 1. karpatiska fältregementet
      - 2. karpatiska fältregementet
      - 3. karpatiska fältregementet
      - 3. karpatiska artilleriregementet
      - 3. karpatiska lätta luftvärnsregementet

  - 5. kresowska infanteridivisionen
    - Divisionstrupper
      - 5. kresowska kulsprutebataljonen
      - 15. poznanska spaningsregementet
      - 5. kresowska signalbataljonen
      - 5. kresowska ingenjörsbataljonen

    - 5. wilkénska brigaden
      - 13. bataljonen
      - 14. bataljonen
      - 15. bataljonen

    - 6. Lwówbrigaden
      - 16. bataljonen
      - 17. bataljonen
      - 18. bataljonen

    - Divisionsartilleri
      - 4. kresowska fältregementet
      - 5. wilkénska fältregementet
      - 6. lwowska fältregementet
      - 5. antitankregementet
      - 5. lätta luftvärnsregementet

  - 2. polska pansarbrigaden
    - 1. krechska pansarregementet
    - 4. pansarregementet
    - 6. kresowska pansarregementet

- 6th (South African) Armoured Division (Reserv)

### Tysk slagordning
- XIV pansarkåren
  - 71. infanteridivisionen -  generallöjtnant Wilhelm Raapke
    - 191. infanteriregementet
    - 194. infanteriregementet
    - 211. infanteriregementet
    - 171. artilleriregementet

  - 94. infanteridivisionen – generallöjtnant Bernhard Steinmetz
    - 267. infanteriregementet
    - 274. infanteriregementet
    - 276. infanteriregementet
    - 194. artilleriregementet

- LI bergskåren
  - 1. fallskärmsjägardivisionen – General Richard Heidrich
    - 1. fallskärmsjägarregementet
    - 3. fallskärmsjägarregementet
    - 4. fallskärmsjägarregementet
    - 1. Fallschirmjäger Artillere Regiment

  - 5. bergsdivisionen – generallöjtnant Max Schranck
    - 85. bergsjägarregementet
    - 100. bergsjägarregementet
    - 95. Gebirgsartilleriregementet

  - 15. pansargrenadjärdivisionen – generallöjtnant Rudolf Sperl
    - 115. pansargrenadjärregementet
    - 104. pansargrenadjärregementet
    - 33. artilleriregementet
    - 115. Panzer Abteilung

  - 44. infanteridivisionen, Reichsgrenadierdivision Hoch- und Deutschmeister – generallöjtnant Dr. Fritz Franek
    - 131. grenadjärregementet
    - 132. grenadjärregementet
    - 96. artilleriregementet

  - 144. jägardivisionen - generallöjtnant Alexander Bourquin
    - 721. infanteriregementet
    - 741. infanteriregementet
    - 66. artilleriregementet